# Вортинг, Геррит
Герард Петруc «Геррит» Вортинг (нидерл. Gerardus Petrus "Gerrit" Voorting, 18 января 1923, Велзен, Северная Голландия, Нидерланды — 30 января 2015, Хемскерк, Нидерланды) — нидерландский велогонщик, серебряный призёр летних Олимпийских игр в Лондоне (1948).

## Биография
Вырос в многодетной семье, в которой было десять детей, его овдовевшая мать работала в кондитерском киоске в Харлеме. Во время Второй мировой войны работал на принудительных работах во Франции. Трое из его братьев также были гонщиками, самый успешный из которых - Адри, погиб в результате ДТП в 1961 г.
Начал спортивную карьеру в 1947 г. На летних Олимпийских играх в Лондоне (1948) завоевал серебряную медаль в групповой шоссейной гонке. Также участвовал в командной гонке преследования. В 1949 г. стал бронзовым призёром в шоссейной гонке на национальном первенстве Нидерландов.  В течение десяти сезонов участвовал в Тур де Франс, выиграл два этапа гонки, в 1956 г. однажды получил жёлтую майку лидера, став по итогам всех этапов одиннадцатым. В 1958 г. в течение трех дней был лидером гонки Джиро д'Италия; в 1954 г. стал седьмым в общем зачете этой гонки.
Завершил свою профессиональную карьеру в 1961 г.

## Основные достижения
1948
Серебряная медаль в групповой шоссейной гонке на летних Олимпийских играх в Лондоне
1952
Den Bosch
Хунсбрук
Тур Нидерландов
победитель 6-го этапа
1953
Мехелен
Тур де Франс:
победитель 4-го этапа
1954
Acht van Chaam
Флиссинген
1955
Маастрихт
Зандворт
1956
Кампен
Чемпионат Нидерландов, шоссе, 50 км
Остенде
Тур де Франс:
победитель 4-го этапа, один день желтая майка лидера
1957
Маде
Тур Нидерландов
победитель 7 и 8-го этапов
Розендал
1958
Grote 1-Mei Prijs
Люмен
Нинове
Тур Нидерландов
победитель 2-го этапов
Тур де Франс:
победитель 2-го этапов
желтая майка лидера в течение трех дней
1959
Маде
Нинове
Розендал